# Tobias Rieder
Pour les articles homonymes, voir Rieder.
Tobias Rieder (né le 10 janvier 1993 à Landshut en Allemagne) est un joueur professionnel allemand de hockey sur glace. Il évolue au poste d'ailier.

## Biographie

### Carrière en club
Formé au EV Landshut, il débute dans la 2. Bundesliga avec le club en 2009-2010. Âgé de 17 ans, il est nommé la meilleure recrue de la ligue après avoir marqué 23 points en saison régulière. Il est ensuite sélectionné en cinquième position de la sélection européenne 2010 de la Ligue canadienne de hockey par les Rangers de Kitchener. Il part alors en Amérique du Nord et débute dans la Ligue de hockey de l'Ontario. Lors du repêchage d'entrée dans la LNH 2011, il est choisi au quatrième tour à la 114e position au total par les Oilers d'Edmonton.
En 2011-2012, il connaît sa meilleure saison dans la LHO lorsqu'il marque 42 buts en saison régulière. Il devient également le meilleur pointeur en séries éliminatoires en marquant 27 points au total, dont 13 buts. Avec les Rangers de Kitchener, il atteint la finale de l'association de l'Ouest où ils sont éliminés par les Knights de London.
Le 29 mars 2013, les Oilers d'Edmonton échangent ses droits de joueur aux Coyotes de Phoenix. Il signe ensuite un contrat de trois ans avec les Coyotes en avril 2013. Après avoir participé au camp d'entraînement de la LNH, Rieder fait ses débuts en Ligue américaine de hockey avec les Pirates de Portland en 2013-2014.

### Carrière internationale
Il représente l'Allemagne au niveau international. Il prend part aux sélections jeunes. En 2012, il aide l'Allemagne à la promotion en division élite en marquant 13 points en cinq matchs. Il est sélectionné pour son premier championnat du monde senior en 2014.

## Statistiques

### En club
| Saison     | Équipe               | Ligue         |     | Saison régulière | Saison régulière | Saison régulière | Saison régulière | Saison régulière |    | Séries éliminatoires | Séries éliminatoires | Séries éliminatoires | Séries éliminatoires | Séries éliminatoires |
| Saison     | Équipe               | Ligue         | PJ  | B                | A                | Pts              | Pun              | PJ               | B  | A                    | Pts                  | Pun                  |                      |                      |
| 2009-2010  | EV Landshut          | 2. Bundesliga | 45  | 10               | 13               | 23               | 28               | 6                | 0  | 0                    | 0                    | 0                    |                      |                      |
| 2010-2011  | Rangers de Kitchener | LHO           | 65  | 23               | 26               | 49               | 35               | 7                | 0  | 2                    | 2                    | 4                    |                      |                      |
| 2011-2012  | Rangers de Kitchener | LHO           | 60  | 42               | 43               | 85               | 25               | 16               | 13 | 14                   | 27                   | 4                    |                      |                      |
| 2012-2013  | Rangers de Kitchener | LHO           | 52  | 27               | 29               | 56               | 12               | 9                | 2  | 10                   | 12                   | 4                    |                      |                      |
| 2013-2014  | Pirates de Portland  | LAH           | 64  | 28               | 20               | 48               | 10               | -                | -  | -                    | -                    | -                    |                      |                      |
| 2014-2015  | Pirates de Portland  | LAH           | 9   | 4                | 1                | 5                | 0                | -                | -  | -                    | -                    | -                    |                      |                      |
| 2014-2015  | Coyotes de l'Arizona | LNH           | 72  | 13               | 8                | 21               | 14               | -                | -  | -                    | -                    | -                    |                      |                      |
| 2015-2016  | Coyotes de l'Arizona | LNH           | 82  | 14               | 23               | 37               | 10               | -                | -  | -                    | -                    | -                    |                      |                      |
| 2016-2017  | Coyotes de l'Arizona | LNH           | 80  | 16               | 18               | 34               | 6                | -                | -  | -                    | -                    | -                    |                      |                      |
| 2017-2018  | Coyotes de l'Arizona | LNH           | 58  | 8                | 11               | 19               | 6                | -                | -  | -                    | -                    | -                    |                      |                      |
| 2017-2018  | Kings de Los Angeles | LNH           | 20  | 4                | 2                | 6                | 0                | 4                | 0  | 0                    | 0                    | 0                    |                      |                      |
| 2018-2019  | Oilers d'Edmonton    | LNH           | 67  | 0                | 11               | 11               | 8                | -                | -  | -                    | -                    | -                    |                      |                      |
| 2019-2020  | Flames de Calgary    | LNH           | 55  | 4                | 6                | 10               | 6                | 10               | 3  | 2                    | 5                    | 0                    |                      |                      |
| 2020-2021  | Sabres de Buffalo    | LNH           | 44  | 5                | 2                | 7                | 2                | -                | -  | -                    | -                    | -                    |                      |                      |
| 2021-2022  | Växjö Lakers HC      | SHL           | 36  | 11               | 11               | 22               | 4                | 4                | 0  | 0                    | 0                    | 0                    |                      |                      |
| 2022-2023  | Växjö Lakers HC      | SHL           | 40  | 14               | 7                | 21               | 4                | 18               | 2  | 4                    | 6                    | 0                    |                      |                      |
| 2023-2024  | Växjö Lakers HC      | SHL           | 42  | 9                | 17               | 26               | 2                | -                | -  | -                    | -                    | -                    |                      |                      |
| 2024-2025  | EHC Munich           | DEL           | 48  | 12               | 13               | 25               | 11               | 6                | 3  | 0                    | 3                    | 0                    |                      |                      |
| Totaux LNH | Totaux LNH           | Totaux LNH    | 478 | 64               | 81               | 145              | 52               | 14               | 3  | 2                    | 5                    | 0                    |                      |                      |

### En équipe nationale
| Année | Équipe        | Compétition                     |    | PJ | B | A  | Pts | Pun                                    |  | Résultat |
| 2009  | Allemagne U17 | Défi mondial -17 ans            | 5  | 0  | 0 | 0  | 0   | 6e place                               |  |          |
| 2009  | Allemagne U18 | Championnat du monde -18 ans    | 6  | 1  | 3 | 4  | 8   | 10e place (relégué en D1)              |  |          |
| 2010  | Allemagne U20 | Championnat du monde junior D1  | 5  | 4  | 2 | 6  | 0   | 1re place du groupe A (promu en élite) |  |          |
| 2010  | Allemagne U18 | Championnat du monde -18 ans D1 | 5  | 6  | 1 | 7  | 12  | 1re place du groupe B (promu en élite) |  |          |
| 2011  | Allemagne U20 | Championnat du monde junior     | 6  | 1  | 1 | 2  | 0   | 10e place (relégué en D1)              |  |          |
| 2011  | Allemagne U18 | Championnat du monde -18 ans    | 3  | 3  | 0 | 3  | 0   | 6e place                               |  |          |
| 2012  | Allemagne U20 | Championnat du monde junior D1A | 5  | 5  | 8 | 13 | 4   | 1re place (promu en élite)             |  |          |
| 2013  | Allemagne U20 | Championnat du monde junior     | 6  | 3  | 2 | 5  | 0   | 9e place                               |  |          |
| 2014  | Allemagne     | Championnat du monde            | 7  | 1  | 0 | 1  | 0   | 14e place                              |  |          |
| 2015  | Allemagne     | Championnat du monde            | 7  | 0  | 3 | 3  | 0   | 10e place                              |  |          |
| 2016  | Allemagne     | Championnat du monde            | 4  | 1  | 1 | 2  | 0   | 7e place                               |  |          |
| 2016  | Allemagne     | Qualifications olympiques       | 3  | 1  | 2 | 3  | 0   | Qualifié                               |  |          |
| 2016  | Équipe Europe | Coupe du monde                  | 6  | 0  | 1 | 1  | 0   | Finaliste                              |  |          |
| 2017  | Allemagne     | Championnat du monde            | 3  | 1  | 0 | 1  | 0   | 8e place                               |  |          |
| 2021  | Allemagne     | Championnat du monde            | 10 | 1  | 3 | 4  | 2   | 4e place                               |  |          |
| 2022  | Allemagne     | Jeux olympiques                 | 4  | 1  | 1 | 2  | 0   | 10e place                              |  |          |